# نورس أصفر الساق

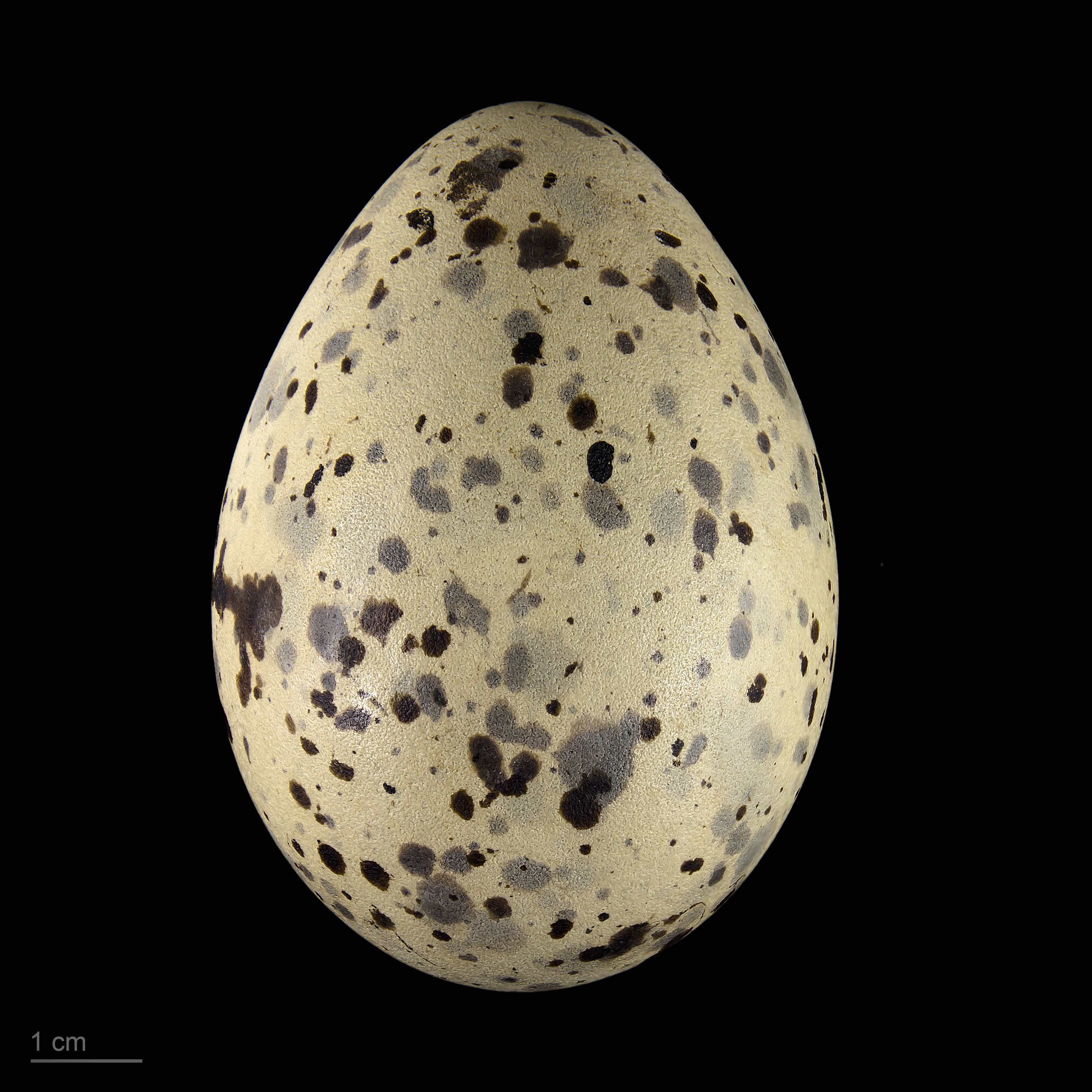
Larus michahellis atlantis

نورس أصفر الساق (الاسم العلمي: Larus michahellis) (بالإنجليزية: Yellow-legged Gull)‏ هو نوع من الطيور يتبع جنس النورس من الفصيلة النورسية.